# Bismarckturm (Ettlingen)
Der Bismarckturm der baden-württembergischen Stadt Ettlingen ist ein zu Ehren des 1890 entlassenen ersten deutschen Reichskanzlers Fürst Otto von Bismarck errichtetes Bismarck-Denkmal.
Er befindet sich etwa auf halber Höhe des Westhangs des Berges Wattkopf, der sich östlich von Ettlingen im nördlichen Schwarzwald erhebt. Der Turm ist 17 m hoch und hat einen quadratischen Grundriss (5,3 m × 5,3 m). Bis in die 1940er Jahre hinein wurden bei Sonnwendfeiern in den vier auf dem Turm angebrachten Feuerschalen Feuer entzündet. Heute dient der Turm als Aussichtsturm, von dem aus bei klarem Wetter ein Ausblick auf die Vogesen und die Pfälzer Berge möglich ist.

## Baugeschichte
Im Wintersemester 1899/1900 gründete die Studentenschaft der Karlsruher Universität Fridericiana einen „Studentischen Ausschuss für die Errichtung einer Bismarck-Säule“ zur Koordinierung und Finanzierung des Denkmalbaus. Finanziert werden sollte der Bau vor allem durch Spenden: Die Studentenschaft organisierte Geldsammlungen, Gartenfeste und Varieté-Vorstellungen, die Stadt Karlsruhe selbst spendete 1000 Mark und die Professoren der Universität hielten öffentliche Vorträge, deren Eintrittsgelder dem Bauvorhaben zugutekommen sollten. Die Stadt Ettlingen beteiligte sich nicht an den Kosten, allerdings ließ sie den Zugangsweg zum Turm anlegen. Da die Studenten sich bei der Kostenkalkulation verrechnet hatten, fehlten zum Termin der Schlusssteinlegung noch 10.000 Mark, die ihnen aber von den Professoren vorgestreckt wurden. Dies brachte dem Bismarckturm in Ettlingen den Spottnamen „Schuldenturm“ ein.
Das Waldgrundstück, auf dem der Turm gebaut werden sollte, wurde von dem Forstmeister Rudolf Widman zur Verfügung gestellt, denn er hatte zu Beginn des Jahres 1900 einige Waldparzellen in Ettlingen erworben. Die Studenten hatten an diesem Grundstück großes Interesse, da es eine jahrzehntelange Tradition von Sonnwendfeiern mit Fackelzügen auf dem Wattkopf gab. Den Entwurf für den Turm lieferte der Karlsruher Architekt Friedrich Ratzel. Ein Künstler aus Karlsruhe fertigte das an der Bergseite des Turms angebrachte Bismarck-Wappen.
Der Turm ist aus roten Sandsteinblöcken erbaut, die man in der Nähe des Wattkopfs gebrochen hatte. In seinem oberen Drittel besitzt der quadratische Turm vier sich zum Kapitell hin leicht verjüngende Dreiviertelsäulen. Auf den Kapitellen ist eine Steinplatte auf einem schmalen Gebälk angebracht, in die vier geschmiedete Feuerschalen mit einer Seitenlänge von 0,5 m eingelassen sind.
Die Setzung des Schlusssteins erfolgte bereits am 1. April 1901. Am 21. Juni desselben Jahres, also am Tag der Sommersonnenwende, fand die Einweihung des Bauwerks mit einem Fackelzug und der nachfolgenden erstmaligen Entzündung eines Feuers in den Feuerschalen statt.

## Nutzung
Der Bismarckturm war ursprünglich nur dazu konzipiert, dass man an Fest- und Gedenktagen in den Feuerschalen ein Feuer entzündete. Auf der Südseite des Turms befindet sich zwar ein Zugang zu seiner Treppenanlage, doch wurde dieser Zugang nur für die Entzündung der Feuer genutzt. Als Aussichtsturm diente der Bismarckturm zunächst nicht.
Sechs Tage nach der feierlichen Einweihung wurde der Bismarckturm am 27. Juni 1901 der Stadt Karlsruhe per Schenkungsurkunde übergeben, was dazu führte, dass das Turmgrundstück zu einer Karlsruher Exklave auf dem Gebiet der Stadt Ettlingen wurde.
Jährlich wurden zu den Geburtstagen von Bismarck am 1. April und zur Sommersonnenwende dort Studentenfeiern abgehalten und Feuer in den Feuerschalen entzündet. Die Tradition endete im Jahr 1914, wurde aber in der Weimarer Republik wieder aufgenommen, bis sie 1933 für 20 Jahre unterbrochen wurde.
In den 1940er Jahren ereignete sich am Bismarckturm ein tödlicher Unfall, daher wurde der Zugang zur Treppenanlage vermauert; im Jahr 1947 wurde der Turm erstmals – allerdings nur provisorisch – saniert. Ab dem Jahr 1953 entzündete man bis in die 1960er Jahre hinein jährlich zum Tag der Deutschen Einheit dort Feuer, allerdings nicht auf dem Turm, sondern hinter ihm. Auch Sonnwendfeiern wurden wieder abgehalten.
Die Stadt Ettlingen hatte sich lange vergeblich um eine Übereignung des Bismarckturms bemüht; erst im Zuge einer Regulierung der Gemarkungsgrenzen im Jahr 1977 übergab die Stadt Karlsruhe den Turm kostenlos an Ettlingen. Heute steht der Turm unter Denkmalschutz, und nach der gründlichen Sanierung im Jahr 1998 ist er seit dem Mai 1999 auch für die Öffentlichkeit als Aussichtsturm begehbar. Hierzu wurde im Turm eine stählerne Wendeltreppe eingebaut und auf der Stadtseite am Säulenbeginn in 12,45 m Höhe eine stählerne Aussichtsplattform angebracht.